# Casa-Muzeu Solca
Casa-Muzeu Solca, cunoscută și sub numele de Casa „Saveta Coturbaș”, este un muzeu cu profil etnografic din orașul Solca, județul Suceava, înființat în anul 1971 într-o casă tradițională construită în a doua jumătate a secolului al XVII-lea.
Casa „Saveta Coturbaș” a fost inclusă pe Lista monumentelor istorice din județul Suceava din anul 2015 la numărul 429, având codul de clasificare  SV-II-m-B-05647.

## Istoric și descriere
Casa care în prezent adăpostește muzeul etnografic din Solca reprezintă un monument de arhitectură populară ce datează din anul 1670. De-a lungul timpului a îndeplinit rolul de casă de locuit, ultimul proprietar fiind Elisabeta Coturbaș. Donată muzeului, casa a fost arondată în perioada 1965-1985 Muzeului Raional Gura Humorului, după care a trecut în custodia Muzeului Județean Suceava (azi Muzeul Bucovinei).
Casa se află pe Strada Tomșa Vodă nr. 111, la ieșirea din orașul Solca către comuna Marginea, fiind localizată pe drumul de acces între mănăstirile Arbore și Humor. Casa este un monument reprezentativ în ceea ce privește arhitectura tradițională, cultura și civilizația populară bucovineană, fiind specifică zonei etnografice Rădăuți. Construcția este ridicată din cununi de bârne îmbinate la colțuri în „coadă de rândunică”, având acoperiș în patru ape cu învelitoare din draniță. Pereții sunt lutuiți și văruiți, iar contrastul cromatic cu lemnul cheutorilor și consolelor este unul deosebit. Compartimentarea interioară este de tip cameră–tindă–cameră, cu bucătărie și „casa cea mare”, iar în fața intrării există un foișor cu acoperiș în trei ape.
Cele două camere au câte un cuptor tradițional cu vatră și plită, reconstituit după tipologia mijloacelor de încălzit din zonă. „Casa cea mare” este organizată după specificul tradițional, cu pat, ladă de zestre, culmea pentru haine, țesături de interior, laițe de-a lungul pereților și sobă de încălzit. Obiectele originale specifice unei locuințe țărănești ce sunt expuse în interior sunt dispuse în mod firesc și autentic.
Fosta locuință din Solca ce astăzi se numește Casa-Muzeu „Saveta Coturbaș” este administrată și aparține de Muzeul Bucovinei, cu sediul în Suceava.

## Imagini

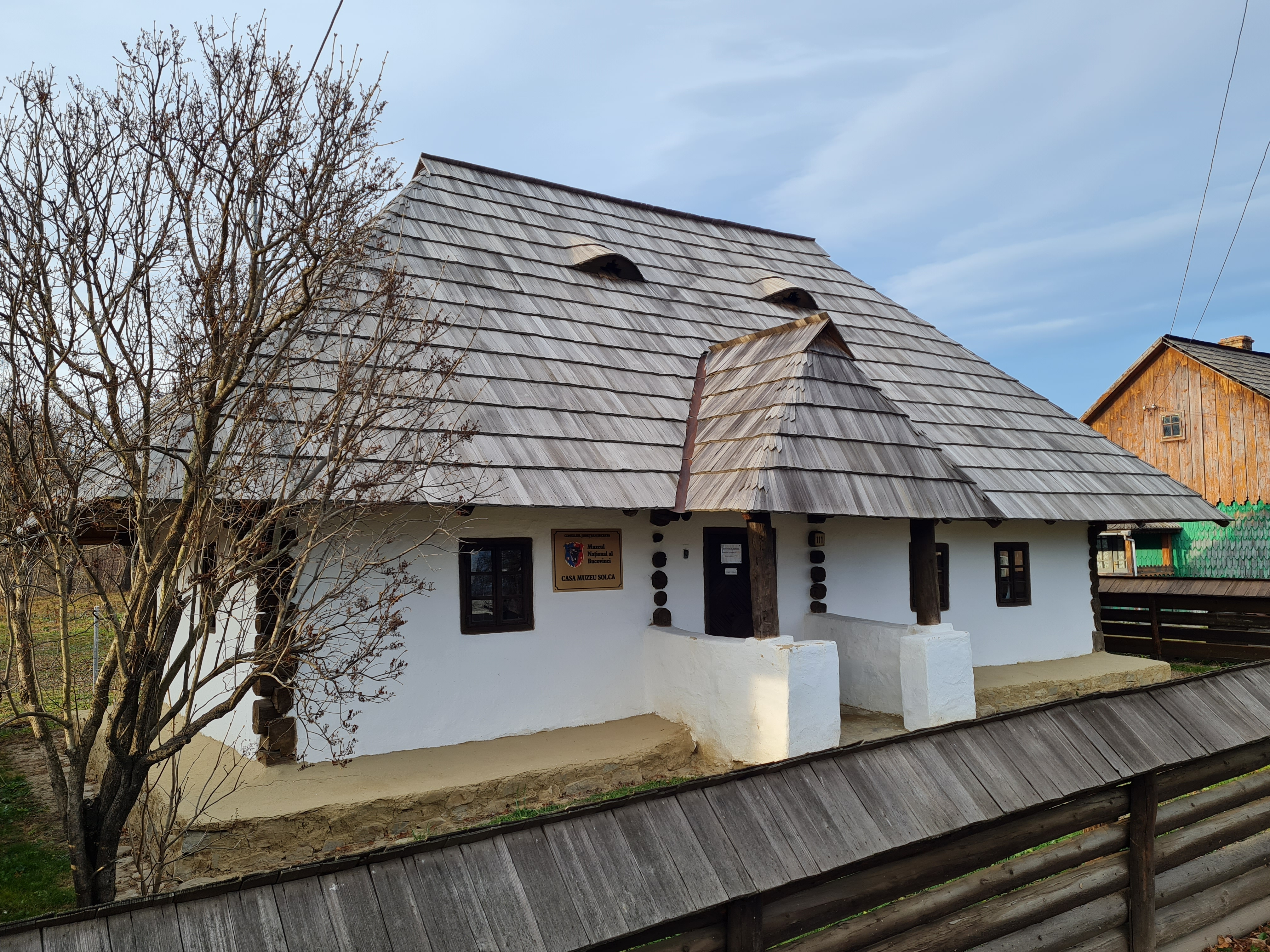
Casa-Muzeu Solca
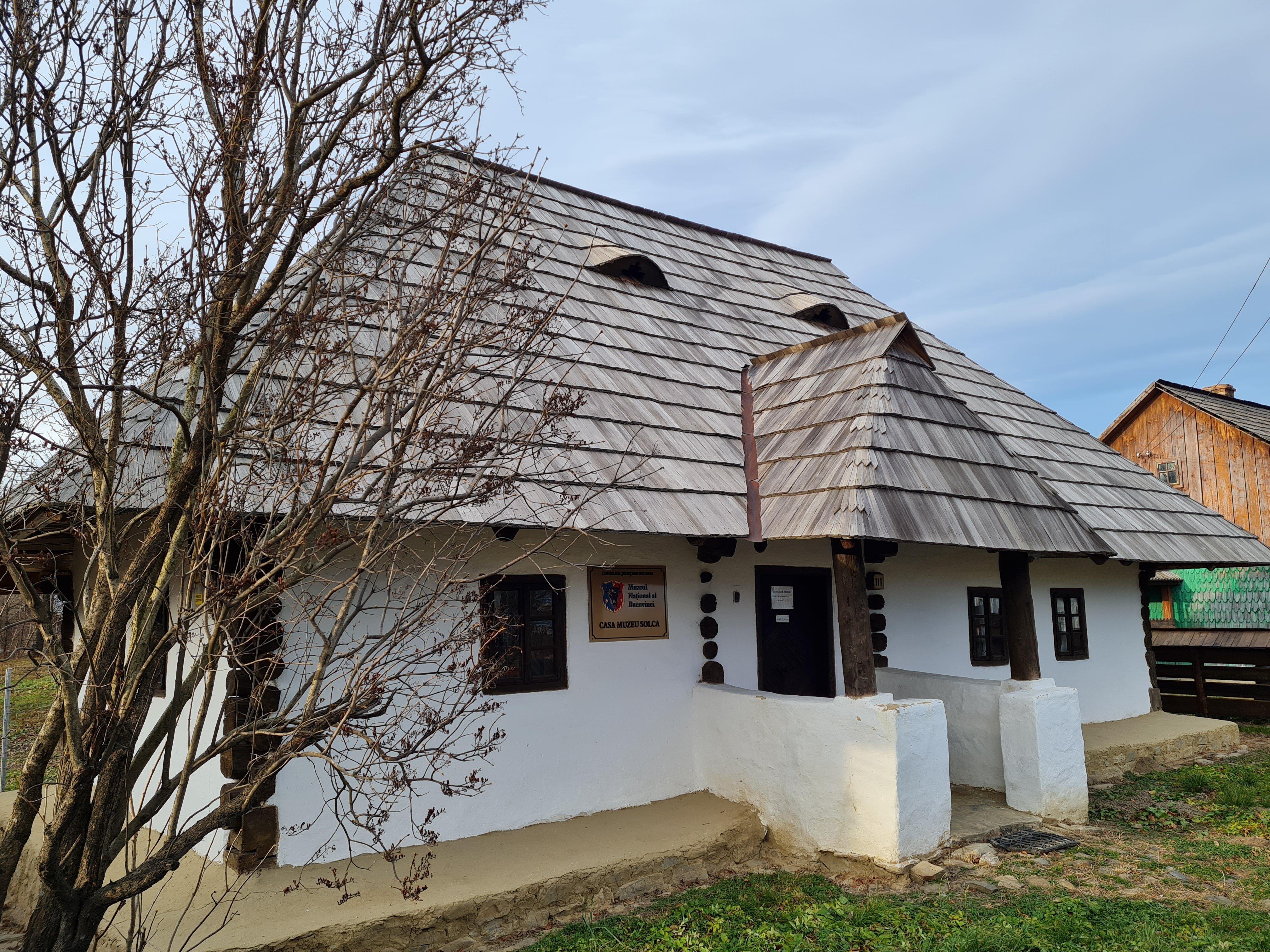
Casa-Muzeu Solca
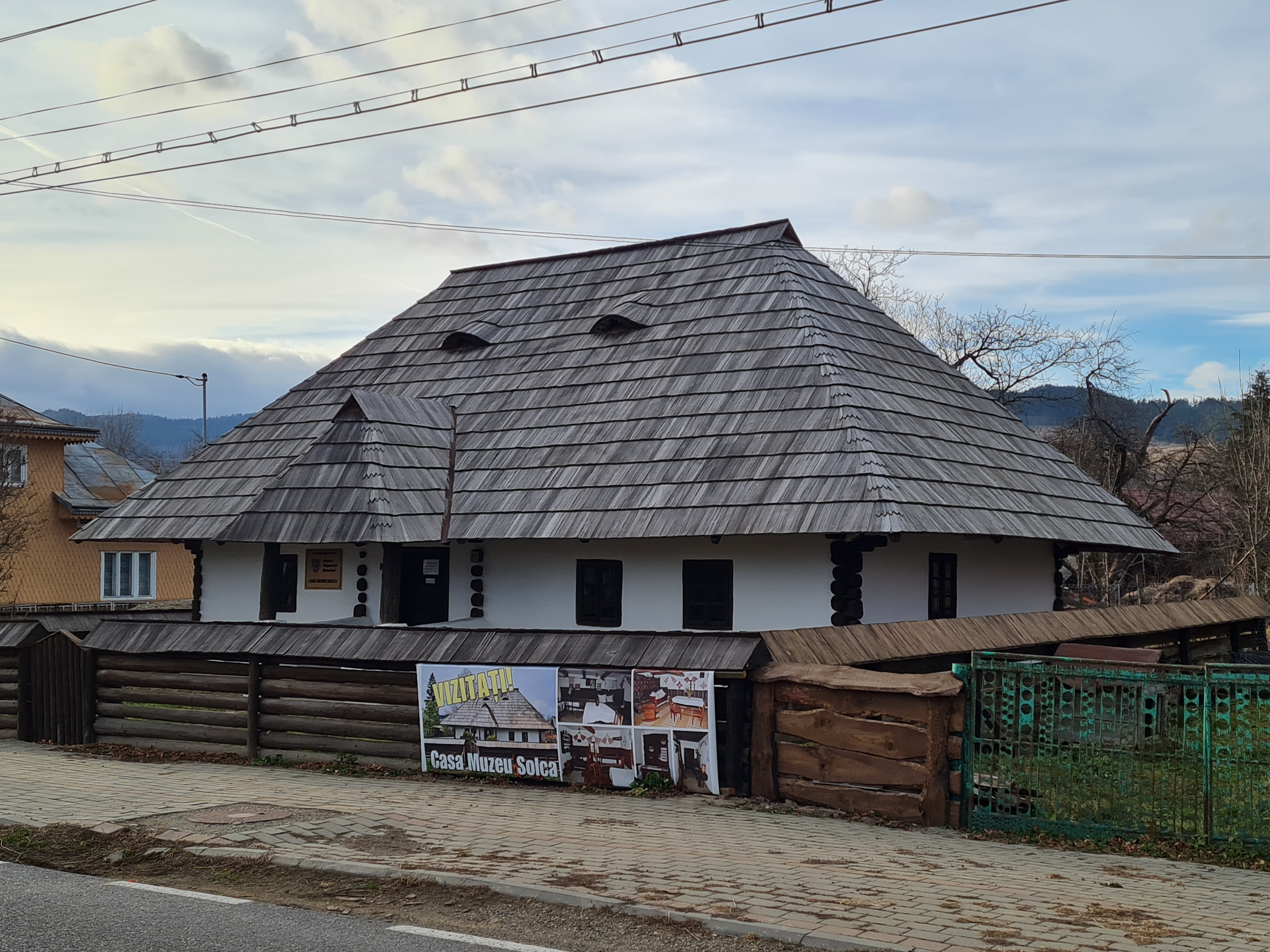
Casa-Muzeu Solca
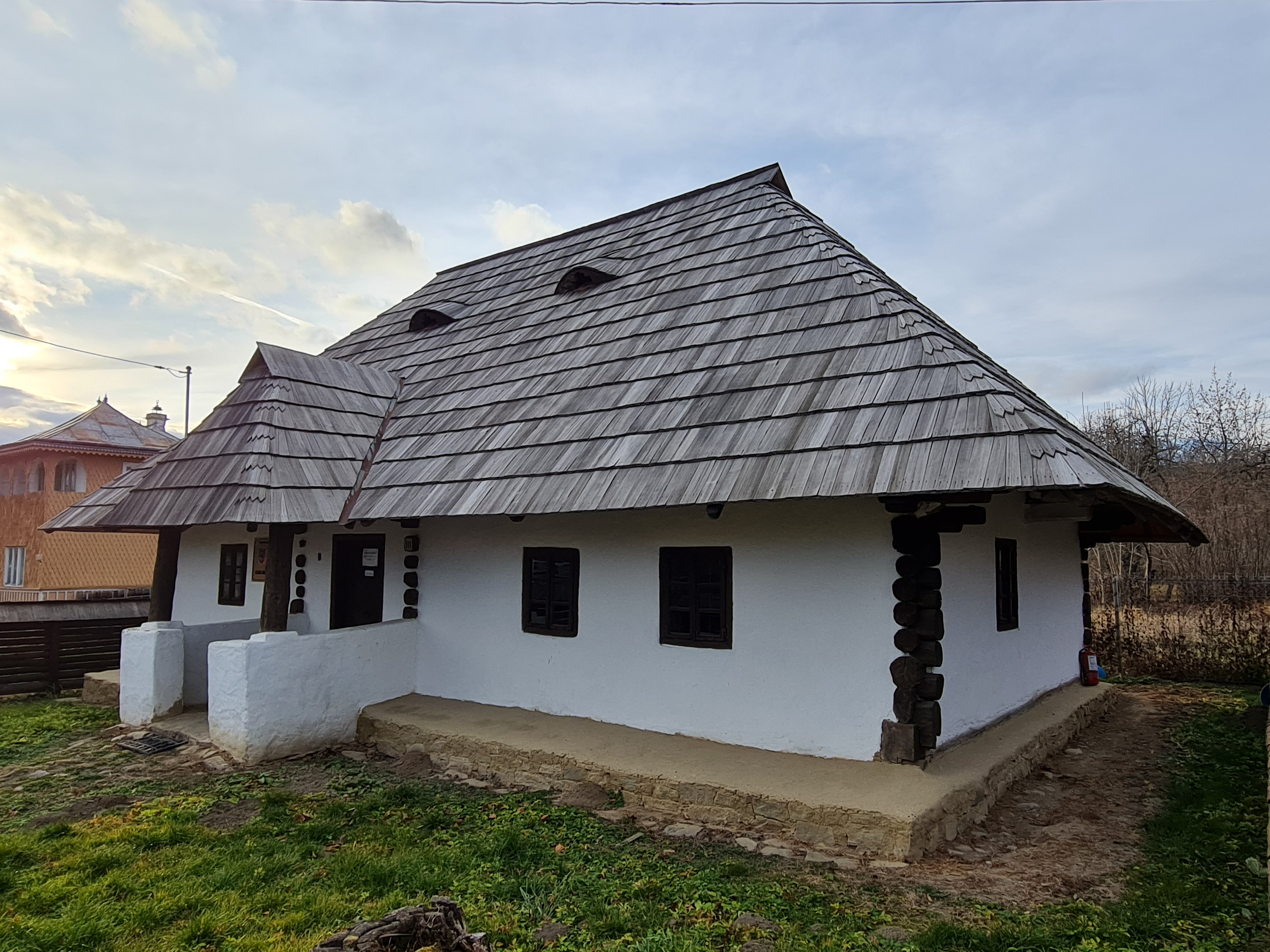
Casa-Muzeu Solca
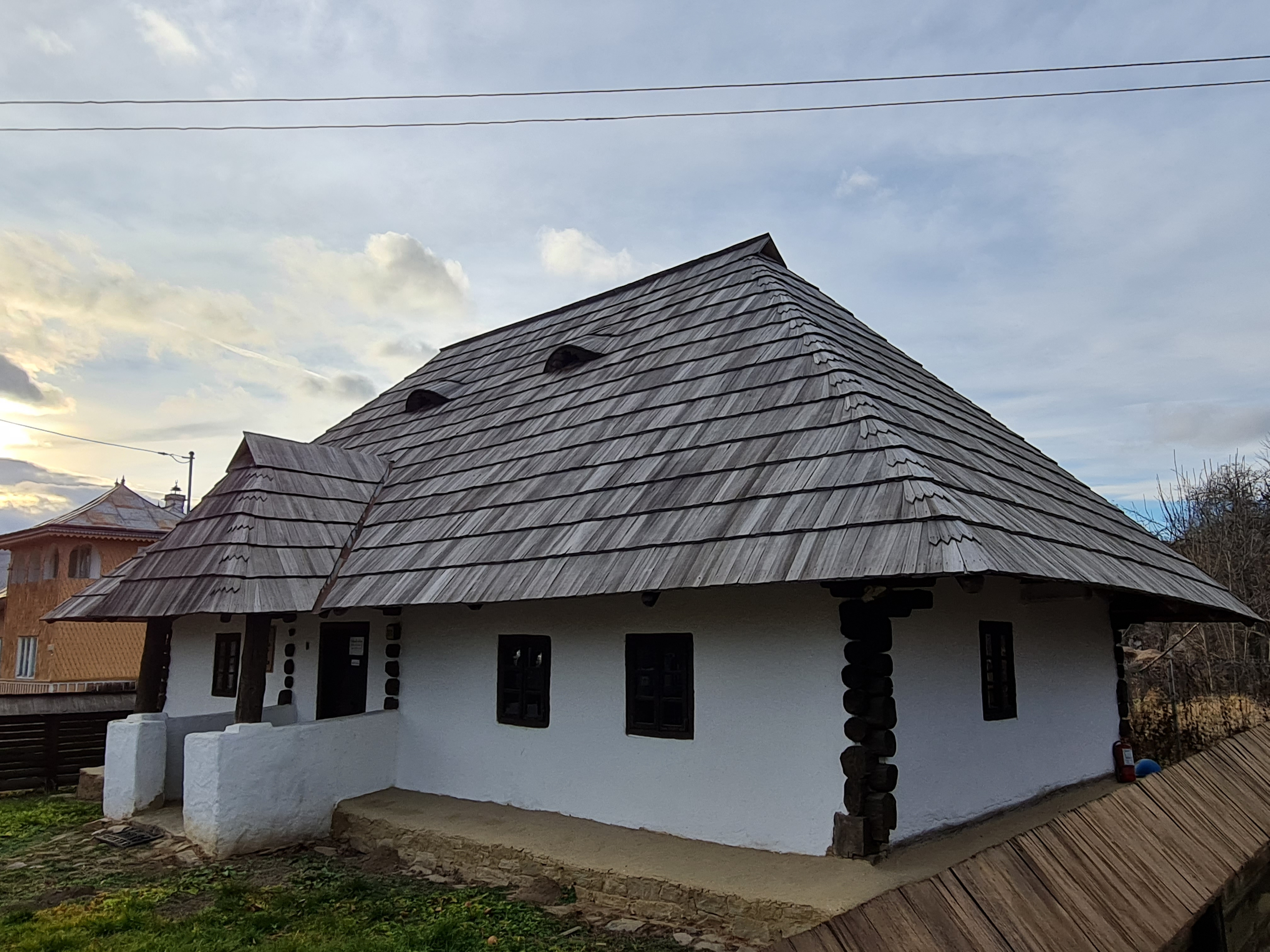
Casa-Muzeu Solca